# Бережницький Теофіл
доктор Теофіл Бережницький гербу Сас (1836 — 30 серпня 1895, Львів) — український суддя, правник (за фахом), громадсько-політичний діяч. Працював у судах Стрия, Самбора, Золочева, Львова. Посол Галицького сейму 5-го скликання (обраний від IV курії округу Самбір — Старе Місто — Стара Сіль, входив до складу «Руського клубу». Член Крайової управи Галицького сейму у 1885—1889 роках, водночас — один з лідерів народовців. Член Народного Дому, Ставропігійського інституту, Народної ради, член-співзасновник страхового товариства «Дністер» у Львові.